# Gróf Attila
Gróf Attila (Tapolca, 1964. szeptember 16. –) labdarúgó, kapus. Fia Gróf Dávid labdarúgókapus.
2016-tól kapusedző a REAC Sportiskolában.

## Pályafutása
1982 és 1985 között a Tatabányai Bányász labdarúgója volt. Az élvonalban 1983. október 29-én mutatkozott be a Haladás ellen, ahol csapata 2–1-es győzelmet aratott. 1985 és 1986 között a Bp. Honvéd játékosa volt, de bajnoki mérkőzésen nem lépett pályára. 1987 januárjától 1990 nyaráig az Újpesti Dózsa kapuját védte. Tagja volt az 1987–88-as idényben bronzérmet szerzett együttesnek. Az 1990–91-es idényben ősszel a Videoton, tavasszal a Volán csapatában védett. Az 1992–93-as idényben visszatért Újpestre. 1993 és 2000 között a Vasas együttesében játszott, de csak pár alkalommal jutott szóhoz. Az élvonalban 64 mérkőzésen szerepelt.

## Sikerei, díjai
- Magyar bajnokság
  - 3.: 1987–88, 1997–98
- Magyar szuperkupa
  - győztes: 1992